# Billie Whitelaw
Billie Honor Whitelaw (Coventry, Warwickshire, 1932. június 6. – Hampstead, London, 2014. december 21.) BAFTA-díjas angol színésznő. Élete során több mint 200 filmben, tévésorozatban és színdarabban szerepelt, többek között az 1976-os Ómen című filmben alakította a kis Damien bébiszitterét, Mrs. Baylockot, valamint számos Beckett-darabban szerepelt.

## Pályafutása
Szülei Gerry Whitelaw és Frances Mary Williams. A második világháború idején családja Bradfordba költözött Coventry német bombázása miatt. Bradford munkások lakta negyedében nőtt fel, ahol a Grange Girls' Grammar Schoolba  járt. 10 éves volt, amikor édesapja tüdőrákban meghalt. 11 évesen gyermekszínészként rádiójátékokban kezdett játszani. Színpadon először 18 évesen Londonban szerepelt. Első filmszerepét 1954-ben játszotta a The Sleeping Tiger című filmben.
1963-ban ismerkedett meg Samuel Beckett drámaíróval aki „a tökéletes színésznő”-ként aposztrofálta Whitelaw-t. Beckett 1989-ben bekövetkezett haláláig számos darabjában szerepelt, a Játék (Play), a Mondd, Joe (Eh Joe), az Ó, azok a szép napok! (Happy Days), a Nem én (Not I), a Léptek (Footfalls) és az Altatódal (Rockaby) színpadi valamint filmváltozataiban is. Fia úgy nyilatkozott, hogy Whitelaw a Beckett-tel végzett közös munkákra volt a legbüszkébb.
Kétszer házasodott. Első férje Peter Vaughan karakterszínész volt 1952–66 között, második Robert Muller író (1967–1998), akitől 1968-ban született egyetlen gyermeke, Matthew.
1991-ben a Brit Birodalom Rendjével tüntették ki (CBE).
Önéletrajza 1995-ben jelent meg Billie Whitelaw... Who He? címmel. Jól mutatja Whitelaw Beckett iránti elkötelezettségét és életében betöltött jelentős szerepét, hogy a 270 oldalas életrajz gerincét A becketti évek (1963-89) (The Beckett Years (1963-89)) adja közel 170 oldalon, majd a becketti éveket követő első fejezetnek, mely a kötetben a 9. fejezet, az Egy új kezdet (A New Start) címet adta.
A halálát megelőző néhány évben a londoni Hampsteadben a Denville Hallban, egy idősotthonban élt. Itt hunyt el 2014. december 21-én a hajnali órákban.

## Főbb filmszerepei
- 1953: The Fake
- 1954: The Sleeping Tiger
- 1960: Hordd el az irhám! (Make Mine Mink)
- 1961: Topáz úr (Mr. Topaze)
- 1964: A színész (The Comedy Man)
- 1967: Charlie Bubbles
- 1968: Twisted Nerve
- 1970: Csináljátok, de nélkülem! / Kezdjétek a forradalmat, de nélkülem! (Start the Revolution Without Me)
- 1970: Az utolsó Leó (Leo the Last)
- 1971: Dilettáns zsaroló (Gumshoe)
- 1972: Téboly (Frenzy)
- 1973: Night Watch
- 1973: Nem én (Not I)
- 1976: Ómen (The Omen)
- 1975–1977: Alfa holdbázis (Space: 1999)
- 1977: Kísértettrió (Ghost Trio)
- 1977: …csak a felhők… (…but the clouds…)
- 1980: Két város története (A Tale of Two Cities), Madame Therese Defarge
- 1982: A sötét kristály (The Dark Crystal)
- 1983: Leszámolás (Slayground)
- 1984: A kaméliás hölgy (Camille)
- 1987: Titkok kertje (The Secret Garden)
- 1987: Maurice
- 1988: A varrónő (The Dressmaker)
- 1989: Az O’Brian család élete (The Fifteen Streets)
- 1990: A Kray fivérek (The Krays)
- 1991: Elsőosztályú gyilkosság (A Murder of Quality)
- 1993: Haláli füles (Deadly Advice)
- 1996: Jane Eyre
- 1999: Az elveszett fiú (The Lost Son)
- 2000: Az utolsó szőke bombázó (The Last of the Blonde Bombshells)
- 2000: Sade márki játékai (Quills)
- 2007: Vaskabátok (Hot Fuzz)

## Fordítás
- Ez a szócikk részben vagy egészben  a   Billie Whitelaw című angol Wikipédia-szócikk ezen változatának fordításán alapul.  Az eredeti cikk szerkesztőit annak laptörténete sorolja fel. Ez a jelzés csupán a megfogalmazás eredetét és a szerzői jogokat jelzi, nem szolgál a cikkben szereplő információk forrásmegjelöléseként.